# Styrax hookeri
Styrax hookeri är en storaxväxtart som beskrevs av C. B. Cl. Styrax hookeri ingår i släktet Styrax och familjen storaxväxter. Inga underarter finns listade i Catalogue of Life.